# Musaranya de Doucet
La musaranya de Doucet (Crocidura douceti) és una espècie de mamífer eulipotifle de la família de les musaranyes (Soricidae). que viu a Costa d'Ivori, Guinea i, possiblement també, Nigèria. La seva principal amenaça és la desforestació.